# Copa Sul-Americana de 2006
A Copa Sul-Americana de 2006 foi a quinta edição do torneio de futebol realizado no segundo semestre de cada ano pela Confederação Sul-Americana de Futebol (CONMEBOL). Equipes das dez associações sul-americanas mais o México e a Costa Rica participaram do torneio.
O campeão do torneio foi o mexicano Pachuca, que venceu o chileno Colo-Colo pelo placar de 2–1, em pleno Estádio Nacional, em Santiago. Com isso enfrentou o Internacional, campeão da Copa Libertadores da América de 2006, na decisão da Recopa Sul-Americana de 2007.
O sorteio das partidas aconteceu em 1 de maio.

## Equipes classificadas
| País                                  | Equipes                | Classificação                                                     |
| ------------------------------------- | ---------------------- | ----------------------------------------------------------------- |
| Argentina · (6 vagas + atual campeão) | Boca Juniors           | Campeão da Copa Sul-Americana de 2005                             |
| Argentina · (6 vagas + atual campeão) | River Plate            | Convidado                                                         |
| Argentina · (6 vagas + atual campeão) | Gimnasia y Esgrima     | Melhor pontuação acumulada na temporada 2005–06                   |
| Argentina · (6 vagas + atual campeão) | Banfield               | 2ª melhor pontuação acumulada na temporada 2005–06                |
| Argentina · (6 vagas + atual campeão) | Vélez Sarsfield        | 3ª melhor pontuação acumulada na temporada 2005–06                |
| Argentina · (6 vagas + atual campeão) | Lanús                  | 4ª melhor pontuação acumulada na temporada 2005–06                |
| Argentina · (6 vagas + atual campeão) | San Lorenzo            | 5ª melhor pontuação acumulada na temporada 2005–06                |
| Bolívia · (2 vagas)                   | Bolívar                | Vice-campeão do Torneio Apertura de 2005                          |
| Bolívia · (2 vagas)                   | Universitario de Sucre | 3º colocado do Torneio Apertura de 2005                           |
| Brasil · (8 vagas)                    | Corinthians            | Campeão do Campeonato Brasileiro de 2005                          |
| Brasil · (8 vagas)                    | Fluminense             | 5ª colocação no Campeonato Brasileiro de 2005                     |
| Brasil · (8 vagas)                    | Atlético Paranaense    | 6ª colocação no Campeonato Brasileiro de 2005                     |
| Brasil · (8 vagas)                    | Paraná                 | 7ª colocação no Campeonato Brasileiro de 2005                     |
| Brasil · (8 vagas)                    | Cruzeiro               | 8ª colocação no Campeonato Brasileiro de 2005                     |
| Brasil · (8 vagas)                    | Botafogo               | 9ª colocação no Campeonato Brasileiro de 2005                     |
| Brasil · (8 vagas)                    | Santos                 | 10ª colocação no Campeonato Brasileiro de 2005                    |
| Brasil · (8 vagas)                    | Vasco da Gama          | 12ª colocação no Campeonato Brasileiro de 2005                    |
| Chile · (2 vagas)                     | Colo-Colo              | 1º colocado na fase classificatória do Torneio Apertura 2006      |
| Chile · (2 vagas)                     | Huachipato             | 2º colocado na fase classificatória do Torneio Apertura 2006      |
| Colômbia · (2 vagas)                  | Independiente Medellín | 4º colocado na temporada 2005                                     |
| Colômbia · (2 vagas)                  | Deportes Tolima        | 5º colocado na temporada 2005                                     |
| Equador · (2 vagas)                   | LDU Quito              | Melhor pontuação da segunda etapa do Campeonato Equatoriano 2005  |
| Equador · (2 vagas)                   | El Nacional            | Melhor pontuação da primeira etapa do Campeonato Equatoriano 2006 |
| Paraguai · (2 vagas)                  | Cerro Porteño          | Campeão da temporada 2005                                         |
| Paraguai · (2 vagas)                  | Libertad               | Vice-campeão da temporada 2005                                    |
| Peru · (2 vagas)                      | Universidad San Martín | 3º colocado na temporada 2005                                     |
| Peru · (2 vagas)                      | Coronel Bolognesi      | 4º colocado na temporada 2005                                     |
| Uruguai · (2 vagas)                   | Nacional               | 3º colocado na Pré Sul-Americana 2005–06                          |
| Uruguai · (2 vagas)                   | Central Español        | 4º colocado na Pré Sul-Americana 2005–06                          |
| Venezuela · (2 vagas)                 | Carabobo               | 4ª melhor pontuação acumulada no Campeonato Venezuelano 2005–06   |
| Venezuela · (2 vagas)                 | Mineros de Guayana     | 5ª melhor pontuação acumulada no Campeonato Venezuelano 2005–06   |
| Costa Rica · (1 vaga)                 | Alajuelense            | Convidado                                                         |
| México · (2 vagas)                    | Toluca                 | Convidado                                                         |
| México · (2 vagas)                    | Pachuca                | Convidado                                                         |

## Primeira fase
| Chave | Equipe 1               | Total       | Equipe 2               | Ida | Volta |
| ----- | ---------------------- | ----------- | ---------------------- | --- | ----- |
| A     | Mineros de Guayana     | 6–1         | Carabobo               | 3–0 | 3–1   |
| B     | LDU Quito              | 3–4         | El Nacional            | 2–3 | 1–1   |
| C     | Central Español        | 0–1         | Nacional               | 0–1 | 0–0   |
| D     | Libertad               | 4–1         | Cerro Porteño          | 3–1 | 1–0   |
| E     | Deportes Tolima        | 4–2         | Independiente Medellín | 3–1 | 1–1   |
| F     | Huachipato             | 3–3 (3–5 p) | Colo-Colo              | 1–2 | 2–1   |
| G     | Coronel Bolognesi      | 3–3 (gf)    | Universidad San Martín | 1–0 | 2–3   |
| H     | Universitario de Sucre | 5–4         | Bolívar                | 2–2 | 3–2   |

## Segunda fase
| Chave | Equipe 1                                                  | Total       | Equipe 2            | Ida | Volta |
| ----- | --------------------------------------------------------- | ----------- | ------------------- | --- | ----- |
| O1    | Libertad                                                  | 2–4         | Nacional            | 1–2 | 1–2   |
| O2    | Deportes Tolima                                           | 2–2 (gf)    | Mineros de Guayana  | 0–0 | 2–2   |
| O3    | Universitario de Sucre                                    | 2–5         | El Nacional         | 1–3 | 1–2   |
| O4    | Coronel Bolognesi                                         | 2–2 (gf)    | Colo-Colo           | 2–1 | 0–1   |
| O5    | Lanús                                                     | 3–0         | Vélez Sarsfield     | 2–0 | 1–0   |
| O6    | San Lorenzo                                               | 2–1         | Banfield            | 2–1 | 0–0   |
| O7    | Paraná                                                    | 1–4         | Atlético Paranaense | 1–3 | 0–1   |
| O8    | Santos                                                    | 1–1 (4–3 p) | Cruzeiro            | 1–0 | 0–1   |
|       | Boca Juniors diretamente classificado as oitavas de final |             |                     |     |       |
|       | River Plate diretamente classificado as oitavas de final  |             |                     |     |       |
|       | Toluca diretamente classificado as oitavas de final       |             |                     |     |       |
|       | Pachuca diretamente classificado as oitavas de final      |             |                     |     |       |
| O9    | Vasco da Gama                                             | 1–4         | Corinthians         | 0–1 | 1–3   |
| O10   | Botafogo                                                  | 2–2 (2–4 p) | Fluminense          | 1–1 | 1–1   |

## Fase final
A fase final foi disputada entre 26 de setembro e 13 de dezembro.
|  | Oitavas de final               | Oitavas de final               | Oitavas de final               | Oitavas de final               |   |             | Quartas de final              | Quartas de final              | Quartas de final              | Quartas de final              |  |                     | Semifinais          | Semifinais          | Semifinais          | Semifinais          |         |   | Final                           | Final                           | Final                           | Final                           |
|  | 26 de setembro a 12 de outubro | 26 de setembro a 12 de outubro | 26 de setembro a 12 de outubro | 26 de setembro a 12 de outubro |   |             | 18 de outubro a 1 de novembro | 18 de outubro a 1 de novembro | 18 de outubro a 1 de novembro | 18 de outubro a 1 de novembro |  |                     | 15 a 22 de novembro | 15 a 22 de novembro | 15 a 22 de novembro | 15 a 22 de novembro |         |   | 30 de novembro e 13 de dezembro | 30 de novembro e 13 de dezembro | 30 de novembro e 13 de dezembro | 30 de novembro e 13 de dezembro |
|  |                                |                                |                                |                                |   |             |                               |                               |                               |                               |  |                     |                     |                     |                     |                     |         |   |                                 |                                 |                                 |                                 |
|  | Nacional (pen)                 | 2                              | 1                              | 3 (4)                          |   |             |                               |                               |                               |                               |  |                     |                     |                     |                     |                     |         |   |                                 |                                 |                                 |                                 |
|  | Boca Juniors                   | 1                              | 2                              | 3 (3)                          |   |             |                               |                               |                               |                               |  |                     |                     |                     |                     |                     |         |   |                                 |                                 |                                 |                                 |
|  | Boca Juniors                   | 1                              | 2                              | 3 (3)                          |   | Nacional    | 1                             | 1                             | 2                             |                               |  |                     |                     |                     |                     |                     |         |   |                                 |                                 |                                 |                                 |
|  |                                |                                |                                |                                |   | Nacional    | 1                             | 1                             | 2                             |                               |  |                     |                     |                     |                     |                     |         |   |                                 |                                 |                                 |                                 |
|  |                                | Atlético Paranaense            | 2                              | 4                              | 6 |             |                               |                               |                               |                               |  |                     |                     |                     |                     |                     |         |   |                                 |                                 |                                 |                                 |
|  | River Plate                    | Atlético Paranaense            | 2                              | 4                              | 6 | 0           | 2                             | 2                             |                               |                               |  |                     |                     |                     |                     |                     |         |   |                                 |                                 |                                 |                                 |
|  | River Plate                    |                                |                                |                                |   | 0           | 2                             | 2                             |                               |                               |  |                     |                     |                     |                     |                     |         |   |                                 |                                 |                                 |                                 |
|  | Atlético Paranaense            | 1                              | 2                              | 3                              |   |             |                               |                               |                               |                               |  |                     |                     |                     |                     |                     |         |   |                                 |                                 |                                 |                                 |
|  | Atlético Paranaense            | 1                              | 2                              | 3                              |   |             |                               |                               |                               |                               |  | Atlético Paranaense | 0                   | 1                   | 1                   |                     |         |   |                                 |                                 |                                 |                                 |
|  |                                |                                |                                |                                |   |             |                               |                               |                               |                               |  | Atlético Paranaense | 0                   | 1                   | 1                   |                     |         |   |                                 |                                 |                                 |                                 |
|  |                                | Pachuca                        | 1                              | 4                              | 5 |             |                               |                               |                               |                               |  |                     |                     |                     |                     |                     |         |   |                                 |                                 |                                 |                                 |
|  | Corinthians                    | Pachuca                        | 1                              | 4                              | 5 | 0           | 2                             | 2                             |                               |                               |  |                     |                     |                     |                     |                     |         |   |                                 |                                 |                                 |                                 |
|  | Corinthians                    |                                |                                |                                |   | 0           | 2                             | 2                             |                               |                               |  |                     |                     |                     |                     |                     |         |   |                                 |                                 |                                 |                                 |
|  | Lanús                          | 0                              | 4                              | 4                              |   |             |                               |                               |                               |                               |  |                     |                     |                     |                     |                     |         |   |                                 |                                 |                                 |                                 |
|  | Lanús                          | 0                              | 4                              | 4                              |   | Lanús       | 0                             | 2                             | 2                             |                               |  |                     |                     |                     |                     |                     |         |   |                                 |                                 |                                 |                                 |
|  |                                |                                |                                |                                |   | Lanús       | 0                             | 2                             | 2                             |                               |  |                     |                     |                     |                     |                     |         |   |                                 |                                 |                                 |                                 |
|  |                                | Pachuca                        | 3                              | 2                              | 5 |             |                               |                               |                               |                               |  |                     |                     |                     |                     |                     |         |   |                                 |                                 |                                 |                                 |
|  | Deportes Tolima                | Pachuca                        | 3                              | 2                              | 5 | 2           | 1                             | 3                             |                               |                               |  |                     |                     |                     |                     |                     |         |   |                                 |                                 |                                 |                                 |
|  | Deportes Tolima                |                                |                                |                                |   | 2           | 1                             | 3                             |                               |                               |  |                     |                     |                     |                     |                     |         |   |                                 |                                 |                                 |                                 |
|  | Pachuca                        | 1                              | 5                              | 6                              |   |             |                               |                               |                               |                               |  |                     |                     |                     |                     |                     |         |   |                                 |                                 |                                 |                                 |
|  | Pachuca                        | 1                              | 5                              | 6                              |   |             |                               |                               |                               |                               |  |                     |                     |                     |                     |                     | Pachuca | 1 | 2                               | 3                               |                                 |                                 |
|  |                                |                                |                                |                                |   |             |                               |                               |                               |                               |  |                     |                     |                     |                     |                     |         | 1 | 2                               | 3                               |                                 |                                 |
|  |                                | Colo-Colo                      | 1                              | 1                              | 2 |             |                               |                               |                               |                               |  |                     |                     |                     |                     |                     |         |   |                                 |                                 |                                 |                                 |
|  | Alajuelense                    | Colo-Colo                      | 1                              | 1                              | 2 | 0           | 2                             | 2                             |                               |                               |  |                     |                     |                     |                     |                     |         |   |                                 |                                 |                                 |                                 |
|  | Alajuelense                    |                                |                                |                                |   | 0           | 2                             | 2                             |                               |                               |  |                     |                     |                     |                     |                     |         |   |                                 |                                 |                                 |                                 |
|  | Colo-Colo                      | 4                              | 7                              | 11                             |   |             |                               |                               |                               |                               |  |                     |                     |                     |                     |                     |         |   |                                 |                                 |                                 |                                 |
|  | Colo-Colo                      | 4                              | 7                              | 11                             |   | Colo-Colo   | 4                             | 2                             | 6                             |                               |  |                     |                     |                     |                     |                     |         |   |                                 |                                 |                                 |                                 |
|  |                                |                                |                                |                                |   | Colo-Colo   | 4                             | 2                             | 6                             |                               |  |                     |                     |                     |                     |                     |         |   |                                 |                                 |                                 |                                 |
|  |                                | Gimnasia y Esgrima             | 1                              | 0                              | 1 |             |                               |                               |                               |                               |  |                     |                     |                     |                     |                     |         |   |                                 |                                 |                                 |                                 |
|  | Fluminense                     | Gimnasia y Esgrima             | 1                              | 0                              | 1 | 1           | 0                             | 1                             |                               |                               |  |                     |                     |                     |                     |                     |         |   |                                 |                                 |                                 |                                 |
|  | Fluminense                     |                                |                                |                                |   | 1           | 0                             | 1                             |                               |                               |  |                     |                     |                     |                     |                     |         |   |                                 |                                 |                                 |                                 |
|  | Gimnasia y Esgrima             | 1                              | 2                              | 3                              |   |             |                               |                               |                               |                               |  |                     |                     |                     |                     |                     |         |   |                                 |                                 |                                 |                                 |
|  | Gimnasia y Esgrima             | 1                              | 2                              | 3                              |   |             |                               |                               |                               |                               |  | Colo-Colo           | 2                   | 2                   | 4                   |                     |         |   |                                 |                                 |                                 |                                 |
|  |                                |                                |                                |                                |   |             |                               |                               |                               |                               |  | Colo-Colo           | 2                   | 2                   | 4                   |                     |         |   |                                 |                                 |                                 |                                 |
|  |                                | Toluca                         | 1                              | 0                              | 1 |             |                               |                               |                               |                               |  |                     |                     |                     |                     |                     |         |   |                                 |                                 |                                 |                                 |
|  | San Lorenzo                    | Toluca                         | 1                              | 0                              | 1 | 3           | 0                             | 3                             |                               |                               |  |                     |                     |                     |                     |                     |         |   |                                 |                                 |                                 |                                 |
|  | San Lorenzo                    |                                |                                |                                |   | 3           | 0                             | 3                             |                               |                               |  |                     |                     |                     |                     |                     |         |   |                                 |                                 |                                 |                                 |
|  | Santos                         | 0                              | 1                              | 1                              |   |             |                               |                               |                               |                               |  |                     |                     |                     |                     |                     |         |   |                                 |                                 |                                 |                                 |
|  | Santos                         | 0                              | 1                              | 1                              |   | San Lorenzo | 3                             | 0                             | 3                             |                               |  |                     |                     |                     |                     |                     |         |   |                                 |                                 |                                 |                                 |
|  |                                |                                |                                |                                |   | San Lorenzo | 3                             | 0                             | 3                             |                               |  |                     |                     |                     |                     |                     |         |   |                                 |                                 |                                 |                                 |
|  |                                | Toluca (gf)                    | 1                              | 2                              | 3 |             |                               |                               |                               |                               |  |                     |                     |                     |                     |                     |         |   |                                 |                                 |                                 |                                 |
|  | Toluca                         | Toluca (gf)                    | 1                              | 2                              | 3 | 1           | 2                             | 3                             |                               |                               |  |                     |                     |                     |                     |                     |         |   |                                 |                                 |                                 |                                 |
|  | Toluca                         |                                |                                |                                |   | 1           | 2                             | 3                             |                               |                               |  |                     |                     |                     |                     |                     |         |   |                                 |                                 |                                 |                                 |
|  | El Nacional                    | 0                              | 0                              | 0                              |   |             |                               |                               |                               |                               |  |                     |                     |                     |                     |                     |         |   |                                 |                                 |                                 |                                 |

## Premiação
| Copa Sul-Americana de 2006  |
| --------------------------- |
| PACHUCA Campeão (1º título) |

## Artilharia
| Gols | Jogador        | Time      |
| ---- | -------------- | --------- |
| 10   | Humberto Suazo | Colo-Colo |